# Noanet Woodlands
Noanet Woodlands ist der Name eines 595 Acres (2,4 km²) großen Naturschutzgebiets bei Dover im Bundesstaat Massachusetts der Vereinigten Staaten. Es wird von der Organisation The Trustees of Reservations verwaltet.

## Geschichte
Die Bezeichnung Noanet geht wahrscheinlich auf den Namen eines Sachem der Natick-Indianer zurück, die im Charles River Fischfang betrieben und entlang des Noanet Brook jagten. Bereits um 1720 wurde das Gebiet der heutigen Powisset Farm für die Landwirtschaft genutzt. Der bekannteste Landwirt aus dem 18. Jahrhundert war Samuel Fisher, Jr., der dort in den 1790er Jahren zunächst Viehzucht betrieb und Heu erzeugte. Er war der Erste, der das Potenzial des Flusses für industrielle Anwendungen erkannte, und so errichtete er am Ufer eine Sägemühle, mit der er in den 1820er und 1830er Jahren ein florierendes Geschäft betrieb. Die Mühle war der Hauptlieferant für dringend benötigtes Baumaterial zur Erweiterung von Dedham.
1815 gründete eine Investorengruppe die Dover Union Iron Company, um die Kraft der Wasserfälle am Noanet Brook zu nutzen. Sie trugen die Steilufer der Schlucht zwischen dem Noanet Peak und dem Strawberry Hill ab und errichteten dort ebenfalls eine Mühle. Die Gesellschaft geriet jedoch bald in finanzielle Schwierigkeiten und wurde 1840 aufgelöst. 1876 brach der Staudamm bei einer Flutwelle und war dem Verfall preisgegeben, bis er 1954 restauriert wurde. Heute sind nur noch der 24 ft (7,3 m) hohe Damm und der unterirdische Abflusskanal erhalten; das dort einst die Mühle antreibende, 36 ft (11 m) messende oberschlächtige Wasserrad hingegen ist nicht mehr vorhanden.
An der nordöstlichen Grenze des Grundstücks betrieb Calvin Richards in der Mitte des 19. Jahrhunderts eine weitere Mühle am Noanet Brook. Aufgrund des abfallenden Geländes musste hier ein 200 ft (61 m) langer Aquädukt errichtet werden, um das Mühlrad mit Wasser zu versorgen.
1923 kaufte Amelia Peabody eine Farm an der Dedham Street in Dover, die sie mit weiteren Grundstückskäufen in den folgenden sechs Jahrzehnten kontinuierlich in südlicher Richtung bis zur Powisset Farm erweiterte. So entstand ein 800 Acres (3,2 km²) großes Areal, das sie öffentlich zugänglich machte, um ihre vielfältigen Interessen im Hinblick auf Agrarwirtschaft und Landschaftsschutz mit anderen Interessierten zu teilen. Sie errichtete Reitwege, die zusammen mit ebenfalls angelegten Feuerschneisen der Öffentlichkeit für Reiten, Wandern und Skilanglauf zur Verfügung gestellt wurden.
Die Grundstückseigentümerin betrieb darüber hinaus auf einem Teil ihres Geländes Zucht mit Rassepferden. Gegen Ende des Zweiten Weltkriegs erwarb sie außerdem Hereford-Rinder und Yorkshire-Schweine, die sie auf Ausstellungen in der Region präsentierte. Neben der Viehwirtschaft baute sie auch Kartoffeln und Zuckermais an. Im Sinne des Landschaftsschutzes pflanzte sie auf ihrem Grundstück regional vorkommende Wildblumen, Bäume und Sträucher an. Um den Schutz des Gebiets auch weiterhin zu garantieren, vererbte sie ihr Eigentum nach ihrem Tod im Jahr 1984 der New England Wildflower Society und den Trustees of Reservations.

## Schutzgebiet
Im heutigen, kostenfrei zugänglichen Schutzgebiet stehen den Besuchern insgesamt 17 mi (27,4 km) Reit- und Wanderwege zur Verfügung, die mit dem Wegenetz im benachbarten, 1.200 Acres (4,9 km²) großen Schutzgebiet Hale Reservation verbunden sind. Vom Noanet Peak aus besteht eine gute Sicht auf die Skyline von Boston.
Die Tier- und Pflanzenwelt im Schutzgebiet ist sehr vielfältig. So sind Waldlaubsänger, Drosseln und andere Singvögel zu hören, und vor allem im Sommer sind Scharlachtangare und Baltimoretrupiale, aber auch Greifvögel häufig anzutreffen. In den Wäldern gibt es verbreitet Vorkommen von stängellosem Frauenschuh und Sumpfdotterblumen.